# Чугалівська сільська рада
Чугалі́вська сільська́ ра́да — адміністративно-територіальна одиниця та орган місцевого самоврядування у Кременецькому районі Тернопільської області. Адміністративний центр — село Чугалі.

## Загальні відомості
- Територія ради: 39,69 км²
- Населення ради: 983 особи (станом на 2001 рік)

## Населені пункти
Сільській раді підпорядковані населені пункти:
- с. Чугалі
- с. Бонівка
- с. Зеблози

## Склад ради
Рада складається з 16 депутатів та голови.
- Голова ради: Ієрусалимець Раїса Федорівна
- Секретар ради: Тарнавська Оксана Анатоліївна

### Керівний склад попередніх скликань
| Прізвище, ім'я, по батькові  | Основні відомості                                                 | Дата обрання | Дата звільнення |
| ---------------------------- | ----------------------------------------------------------------- | ------------ | --------------- |
| Ієрусалимець Раїса Федорівна | Сільський голова, 1959 року народження, освіта вища, позапартійна | 26.03.2006   | 31.10.2010      |
| Ієрусалимець Раїса Федорівна | Сільський голова, 1959 року народження, освіта вища, позапартійна | 31.10.2010   |                 |

Примітка: таблиця складена за даними сайту Верховної Ради України

### Депутати
За результатами місцевих виборів 2010 року депутатами ради стали:

#### За суб'єктами висування
| Суб'єкт висування | Кількість обраних депутатів | %   |
| ----------------- | --------------------------- | --- |
| Самовисування     | 16                          | 100 |

#### За округами
| № округу | Прізвище, ім'я, по батькові     | Дата визнання обраним | Освіта  | Партійна приналежність | Відомості про обраного депутата                       |
| -------- | ------------------------------- | --------------------- | ------- | ---------------------- | ----------------------------------------------------- |
| 1        | Поліщук Руслан Ігорович         | 01.11.2010            | вища    | позапартійний          | Чугалівська сільська рада, землевпо рядник            |
| 2        | Ребрина Віталій Никифорович     | 01.11.2010            | вища    | позапартійний          | СВЗП «Кременецький», голова ліквідаційної комісії     |
| 3        | Затворнюк Галина Афанасіївна    | 01.11.2010            | вища    | позапартійна           | пенсіонер                                             |
| 4        | Тарнавська Оксана Анатоліївна   | 01.11.2010            | середня | позапартійна           | Чугалівська сільська рада, секретар                   |
| 5        | Марчук Андрій Володимирович     | 01.11.2010            | середня | позапартійний          | тимчасово не працює                                   |
| 6        | Птушинський Петро Михайлович    | 01.11.2010            | середня | позапартійний          | тимчасово не працює                                   |
| 7        | Козярик Тетяна Леонідівна       | 01.11.2010            | вища    | позапартійна           | Кременецький тубдиспансер, медсестра                  |
| 8        | Хмельовська Ганна Олександрівна | 01.11.2010            | вища    | позапартійна           | пенсіонер                                             |
| 9        | Собчук Віктор Степанович        | 01.11.2010            | середня | позапартійний          | Кременецький Жек, сантехнік                           |
| 10       | Комаревич Наталія Віталіївна    | 01.11.2010            | вища    | позапартійна           | Чугалівська сільська рада, зав.клубу. Бонівка         |
| 11       | Мельник Тетяна Федорівна        | 01.11.2010            | середня | позапартійна           | УКР Пошта, тех. праці вник                            |
| 12       | Пилищук Ярослава Олексіївна     | 01.11.2010            | вища    | позапартійна           | Управління Кременецька РДА                            |
| 13       | Чорненька Галина Михайлівна     | 01.11.2010            | середня | позапартійна           | Школа с. Бонівка, повар                               |
| 14       | Гурник Віктор Ростиславович     | 01.11.2010            | середня | позапартійний          | тимчасово не працює                                   |
| 15       | Федорчук Ольга Степанівна       | 01.11.2010            | вища    | позапартійна           | Управління ПФІ, головний спеціаліст по виплаті пенсій |
| 16       | Швець Анатолій Володимирович    | 01.11.2010            | середня | позапартійний          | ПДП «Озерна», охоронець                               |